# Vila do Bispo
Vila do Bispo ('vila du 'biʃpu) è un comune portoghese di 5 349 abitanti situato nel distretto di Faro.

## Geografia fisica
Il territorio comunale, che comprende l'inizio della costa meridionale portoghese e la fine di quella nord, si trova all'interno del Parco Nazionale Costa Sud Occidentale Alentejana. Il clima è subtropicale marittimo, ventoso con poche precipitazioni.

## Storia
Tutta la zona è abitata sin dall'epoca più remota ne sono prova evidente i vari Menir come il Menir Padrão, l'unico ancora eretto oggi e altri che sono stati rinvenuti riferibili alle epoche Paleolitico e Neolitico.
Sul territorio comunale, le popolazioni autoctone e quelle che sovrapposero sia per colonizzazione e conquista, non si limitarono a concentrarsi nell'area dell'angolo della costa lusitana, ma causa la pescosità della linea litorale, si sparpagliarono quasi omogeneamente, con una concentrazione maggiore nella fascia bagnata dall'oceano.
Resti Fenici e Romani sono stati rinvenuti nella zona di Boca do Rio, dove sono ancora visibili i depositi per la produzione del garo, la pasta di pesce salata che era molto apprezzata dagli eredi di Romolo.
I fenici vi edificano un tempio dedicato a Bal (Saturno).
La zona della spiaggia di Martinhal fu occupata dai romani che la usarono come zona di fornace per produrre le famose anfore da trasporto e l'immancabile garo.
Gli arabi chiamarono Sagres TERS HANE, ossia la casa della nave (porto), che rende chiara l'idea della funzione di questo piccolo centro nel corso della sua storia e che lo renderà famoso in tutto il mondo.
Qui sostavano tutte le imbarcazioni che provenivano dal bacino del Mediterraneo con rotta verso l'Europa del centro-nord per rifornirsi, per essere sottoposte a riparazioni o per attendere migliori condizioni di tempo per doppiare il capo.
D'inverno le acque dell'oceano spinte dal forte vento fanno realmente bollire le acque, che molte volte raggiungono la parte alta della scogliera superandola di venti metri. È uno spettacolo mozzafiato degno di essere vissuto. Sarà la rabbia di Nettuno che si sfoga e tenta di violare la terra di quegli uomini che hanno avuto il coraggio di sfidarlo per allargare gli orizzonti e mettere l'uomo al centro del mondo.
Questa funzione, di porto rifugio, è evidenziata dai nomi dati dai marinai che qui si fermarono, come i veneziani o gli spagnoli, infatti si riferivano a lei come la darsena o l'arsenale.
Enrico il Navigatore, conscio di questo fatto, trasforma questo centro abitato e approfittando del patrimonio d'informazioni, sulla scienza navale, lo sfrutta a beneficio del sogno portoghese delle Scoperte.
Nasce, a partire dalla metà del XV secolo, il villaggio di Sagres, o il Villaggio del Principe.
Le Scoperte, progetto portoghese di stampo rinascimentale umanistico, era composto da persone di varie nazioni che diedero il loro contributo, ed alcuni di questi personaggi a partire dal più umile marinaio ad arrivare agli scopritori entrarono in Portogallo attraverso il porto di Sagres. 
È il caso di due “italiani” Antonio da Noli nativo di Genova (1425 ca. - 1497) ed Alvise Cadamosto, veneziano (1432? - 1477)
Ad Antonio di Noli si deve la scoperta delle prime isole dell'arcipelago di Capo Verde (1460?) lato orientale mentre l'occidentale fu scoperto da Diogo Afonso tra il 1460 ed il 1462. Il re Alfonso V affida al genovese l'amministrazione dell'arcipelago, dove morirà nel 1497.
Alvise Cadamosto esplorò le coste africane raggiungendo il Gambia ed il Senegal, a lui si deve la testimonianza scritta di questi viaggi (1463).

## Territorio
Lungo la costa nord, tra Capo S. Vicente e l'inizio del territorio comunale di Aljezur i reperti parlano di epoche ancora più antiche essendo stati scoperti residui di bivalve usati come alimento agli albori della preistoria.
Uno dei primi riferimenti certi sulla futura Vila do Bispo ci arriva dal geografo arabo al-Idrisi quando parla della famosa “Chiesa de Corvo”, di cui diremo parlando del famoso capo.
Seguendo lo sviluppo del suo toponimo dobbiamo iniziare dal villaggio di S. Maria del Capo. Entra nella storia con un certo ritardo e durante le “Scoperte”, secondo un filone sviluppatosi durante il periodo dello “Stato Nuovo”, il villaggio di Raposeira avrebbe ospitato, la notte, Enrico il Navigatore durante i suoi viaggi a Sagres.
Assume rilievo nel XVI secolo, durante il regno di Manuel I, esattamente nel 1515, quando viene donata al vescovo dell'Algarve Francisco Coutinho assumendo l'attuale toponimo: “Vila do Bispo”, ossia Villaggio del Vescovo.
Nel 1634 il re Pietro II la eleva a paese ed il terremoto del 1755 lascia profonde ferite.
Un altro monumento, degno di nota è la famosa chiesa della Madonna della Guadalupe, che sorge, per chi arriva da Lagos, poco prima di entrare in Raposeira, sul lato destro della nazionale, prossima del vecchio itinerario di questa via di comunicazione.
La località di Torre da Aspa costituisce, per il comune di Vila do Bispo e la zona costiera del Parco Naturale Costa Sud Occidentale Alentejana e Costa Vicentina, il punto più elevato con i suoi 156 m.
Come dice il suo toponimo in questo luogo esisteva una torre di guardia, dove svolgevano servizio militare gli uomini del comune con l'intento di avvisare gli abitanti, mediante segnali, del pericolo di incursioni.
La presenza della torre, oggi scomparsa sotto il cippo geodetico, è già segnalata nel XVI secolo e deve essere costruita durante il regno di D. Giovanni III.
Il centro abitato più popolato ed illustre è quello di Sagres a soli 8 km dalla sede capoluogo del comune e ad altrettanti da Capo San Vincenzo.
Sagres è caratterizzata da un villaggio che ancora oggi vive intensamente di pesca, di piccoli cantieri artigianali navali e naturalmente di turismo, anche se non frenetico come nel resto della costa meridionale; ideale per chi vuole riposare e per coloro che amano il body surf, il windsurf, la pesca tradizionale, le immersioni.
Il paese sorge attorno ad una baia, di non grandi dimensioni che sorge tra la spiaggia arenosa di Martinhal e l'omonima piccola isola che con il suo profilo e posizione è sempre stata un naturale frangiflutti contro le violente tempeste dell'Atlantico.

## Società

### Evoluzione demografica
| 1801 | 1849  | 1900  | 1930  | 1960  | 1981  | 1991  | 2001  | 2004  |
| 684  | 3 278 | 4 912 | 6 082 | 5 988 | 5 700 | 5 762 | 5 349 | 5 381 |

## Freguesias
- Barão de São Miguel
- Budens
- Raposeira
- Sagres
- Vila do Bispo

## Statistiche
- Disoccupazione 6%
- Analfabetismo 14,6%

È composto da 5 Juntas de Freguesia (Parrocchie laiche):
- Barão S. Miguel: 440 abitanti
- Raposeira: 441
- Vila do Bispo: 956
- Budens: 1 573
- Sagres: 1 939

È la sede comunale meno abitata dell'Algarve.